# Schalfkogel
Schalfkogel – szczyt w Alpach Ötztalskich, części Centralnych Alp Wschodnich. Leży w Austrii w kraju związkowym Tyrol. Północno-zachodnie zbocza szczytu przykrywają lodowce Gurgler Ferner i Kleinleitenferner, od północnego zachodu Diemferner oraz Schalfferner od południa.
Szczyt można zdobyć drogami ze schronisk: Hochwildehaus (2883 m) lub Ramolhaus (3006 m). Pierwszego wejścia dokonał Frédéric Mercey w 1839 r.